# Héctor Font
Héctor Font (15 czerwca 1984 w Villarrealu) – hiszpański piłkarz, który występował na pozycji pomocnika. Wychowanek oraz kilkuletni zawodnik Villarrealu CF. Były młodzieżowy reprezentant Hiszpanii.  
W swojej karierze występował również m.in. w takich klubach jak: CA Osasuna, Real Oviedo, Real Valladolid czy CD Lugo.

## Kariera klubowa
Swoją profesjonalną karierę piłkarską Hector rozpoczynał w rodzimym zespole Villarreal CF. Swoje pierwsze mecze w zespole rozegrał w trakcie dwóch ostatnich spotkań sezonu 2002–2003 z zespołami Espanyolu Barcelona oraz Realu Betis. Następny sezon piłkarz spędził na zapleczu Primera División w zespole Ciudad de Murcia.
Po zakończeniu sezonu wrócił do Villarreal gdzie rozpoczął regularne występy w wyjściowym składzie zespołu "Żółtej Łodzi Podwodnej". 24 października 2004 Hector strzeli dwa gole w wygranym 4:0 meczu z CD Numancia. W europejskich pucharach wystąpił 15 razy, 11 w Pucharze UEFA oraz 4 razy w Lidze Mistrzów.
W 2006 został sprzedany do zespołu Osasuny Pampeluna. Swój debiut w klubie z Nawarry, Font zanotował 9 września w przegranym 0:3 spotkaniu z FC Barcelona. W sezonie 2007–2008 zaliczył dwa trafienia przeciwko RCD Mallorca oraz Atlético Madryt. Do lata 2009 Hector wystąpił w barwach Osasuny 69 razy strzelając trzy gole.
Przed rozpoczęciem sezonu 2009/2010 Font został piłkarzem Realu Valladolid. Z kolei latem 2010 przeszedł do Xerez CD. W sezonie 2011/2012 grał w Recreativo Huelva, a następnie w FC Cartagena. Latem 2012 przeszedł do CD Lugo.